# Kabel krosowany

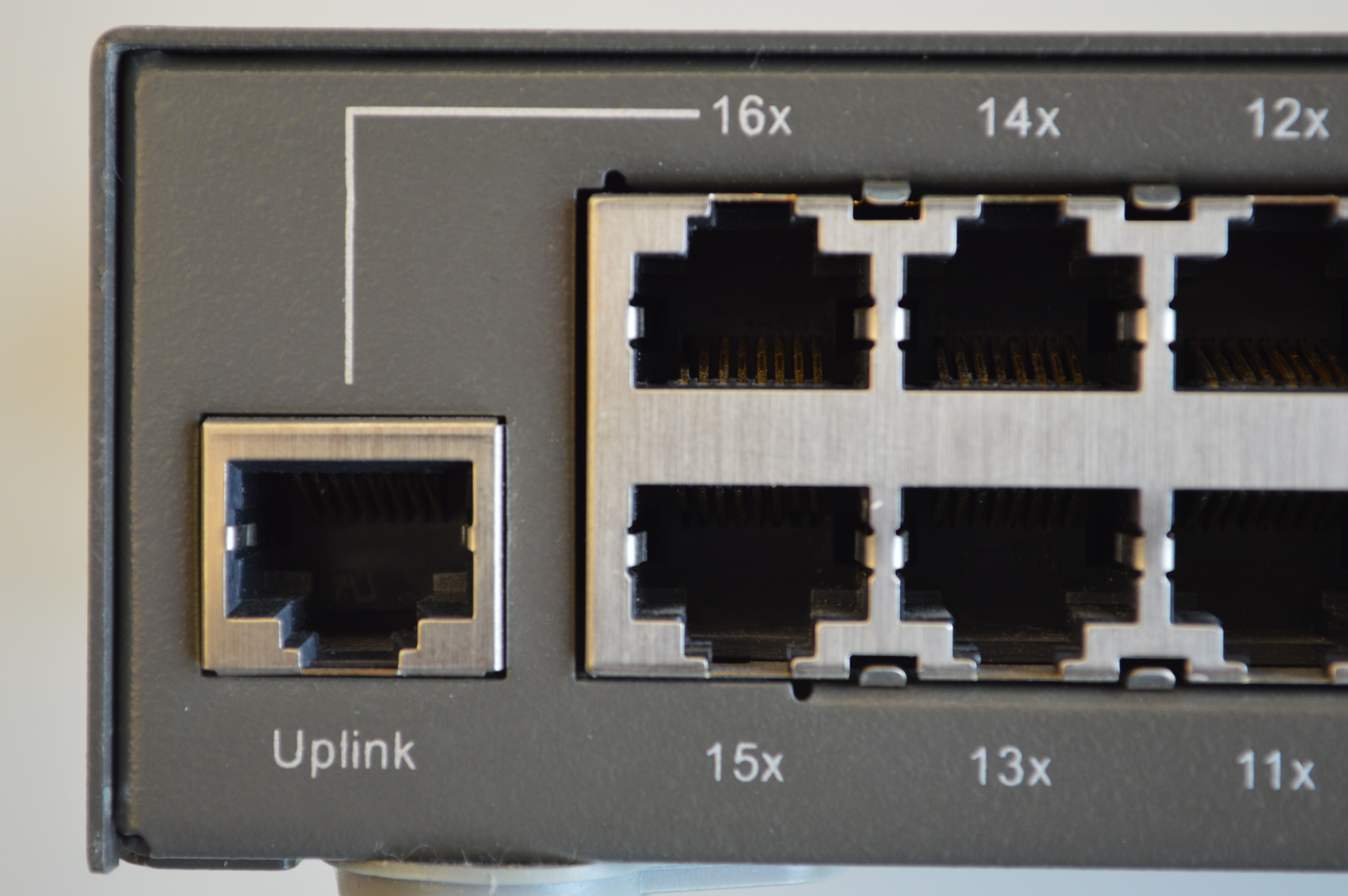
Switch z 16 portami MDI-X i jednym portem MDI "Uplink"

Kabel krosowany, kabel skrosowany (ang. crossover cable) – kabel ethernetowy używany do bezpośredniego łączenia dwóch komputerów, czyli bez pomocy urządzeń pośrednich jak np. koncentratory i przełączniki. Efektem skrosowania kabla jest zamiana miejscami par przewodów skrętki w jednej z wtyczek 8P8C (najczęściej, lecz błędnie nazywanej RJ-45) kabla ethernetowego. Od strony technicznej, kabel z jednej strony posiada zakończenie przewodów we wtyczce 8P8C typu T568A, a z drugiej strony typu T568B.
Kabel skrosowany używany jest jedynie do bezpośredniego łączenia kart sieciowych komputerów (bez urządzeń pośredniczących) bądź do łączenia samych urządzeń pośredniczących jak koncentratory, tych które nie obsługują mechanizmu Auto MDI-X ani nie posiadają wolnego portu uplink. Początkowo wszystkie porty urządzeń końcowych były typu MDI, a urządzeń pośredniczących były typu MDI-X z wyjątkiem portów uplink, które również były typu MDI. Uplink miał na celu uniknięcie sytuacji, w której następuje „podwójne skręcenie” sygnałów, czyli praktycznie jakby ono w ogóle nie następowało.
| Pin | Zakończenie T568A | Zakończenie T568A | Zakończenie T568A  | Zakończenie T568B | Zakończenie T568B | Zakończenie T568B  | Ułożenie pinów we wtyczce 8P8C |
| --- | ----------------- | ----------------- | ------------------ | ----------------- | ----------------- | ------------------ | ------------------------------ |
| Pin | sygnał            | para              | kolor              | sygnał            | para              | kolor              | Ułożenie pinów we wtyczce 8P8C |
| 1   | BI_DA+            | 3                 | biało-zielony      | BI_DB+            | 2                 | biało-pomarańczowy |                                |
| 2   | BI_DA−            | 3                 | zielony            | BI_DB−            | 2                 | pomarańczowy       |                                |
| 3   | BI_DB+            | 2                 | biało-pomarańczowy | BI_DA+            | 3                 | biało-zielony      |                                |
| 4   |                   | 1                 | niebieski          |                   | 1                 | niebieski          |                                |
| 5   |                   | 1                 | biało-niebieski    |                   | 1                 | biało-niebieski    |                                |
| 6   | BI_DB−            | 2                 | pomarańczowy       | BI_DA−            | 3                 | zielony            |                                |
| 7   |                   | 4                 | biało-brązowy      |                   | 4                 | biało-brązowy      |                                |
| 8   |                   | 4                 | brązowy            |                   | 4                 | brązowy            |                                |

Od początku XXI w. w urządzeniach sieciowych wprowadzano mechanizm Auto MDI-X i aktualnie każdy port sieciowy typu 8P8C obsługuje tę technologię, więc korzystanie z kabli krosowanych mija się z celem. Ethernetowe łącza gigabitowe (jak np. 1000BASE-T) i szybsze oparte na transmisji poprzez skrętkę komputerową wykorzystują wszystkie cztery pary przewodów do jednoczesnej transmisji w obu kierunkach. Wynika z tego, że nie mają one dedykowanych par nadawczych i odbiorczych, w związku z czym kable krosowane nigdy nie są wymagane do takiego typu komunikacji i można korzystać wyłącznie z typowych kabli prostych.